# دمسيسة متفشجة
دمسيسة متفشجة (الاسم العلمي: Ambrosia divaricata) هي نوع من النباتات تتبع جنس الدمسيسة من الفصيلة النجمية.